# Nesophontes hypomicrus
Nesophontes hypomicrus é uma espécie extinta de mamífero da família Nesophontidae. Conhecida do Haiti e ilha Gonave.